# Prints and Advertising
Als Prints and Advertising (P&A) bezeichnet man in der Filmwirtschaft die Summe der technischen Kosten der Kinoauswertung wie Filmkopien („Prints“), Synchronisation etc. sowie der Kosten für Werbung („Advertising“) und Öffentlichkeitsarbeit. Diese entstehen vor der Auswertung eines Films im Kino. Man spricht auch von den Verleihvorkosten oder Herausbringungskosten.
Die Kosten für Werbung und Öffentlichkeitsarbeit werden auch als Ad/Pub („Advertising/Publicity“) bezeichnet. Hiermit wird die umfassende Vermarktung des gegenständlichen Films beschrieben, wobei Advertising die klassische bezahlte Werbung (z. B. Fernseh-, Online- und Radiowerbung, Anzeigen in Printmedien, Plakatierung, Kinotrailer etc.) bezeichnet. Unter Publicity fasst man hingegen jegliche darüber hinausgehende Öffentlichkeitsarbeit wie Pressemitteilungen, Interviews, Previews usw. zusammen.
Die Marketingausgaben sind seit den 1980er Jahren kontinuierlich stark angestiegen, während sich die technischen Kosten, auch beschleunigt durch den Wechsel von 35-mm-Kopien auf DCPs, in den letzten Jahren stark reduziert haben. Obwohl die Zahlen größtenteils nicht öffentlich verfügbar sind, entfallen Schätzungen zufolge mittlerweile über 90 % des P&A-Budgets auf das Marketing.
Oftmals wird zwischen den am Film beteiligten Unternehmen (etwa Produktionsfirma und Filmverleih) eine vertragliche Regelung darüber getroffen, wer die P&A-Kosten in welcher Höhe zu tragen hat.
Bei deutschen Filmproduktionen können die Kosten für Prints and Advertising („Herstellungskosten für Kopien sowie Aufwendungen für Marketing und Bewerbung eines Kinofilms“) nach den Regelungen des Filmförderungsgesetzes durch die FFA mit bedingt rückzahlbaren Darlehen gefördert werden.
Bei der Betrachtung darüber, ob ein Kinostart ein finanzieller Erfolg oder ein Flop ist, werden oft grob vereinfachend nur das Filmproduktionsbudget und die Box-Office-Zahlen gegenübergestellt. Für eine genauere Betrachtung des Kinoerfolgs müssen Produktionsbudget zuzüglich der Kosten für Prints and Advertising (in der Presse gelegentlich auch nur als Marketingkosten bezeichnet) mit dem Verleihanteil der Kinoergebnisse verglichen werden.